# Tony Randel
Tony Randel (Los Angeles, Califòrnia, 29 de maig de 1956) és un director i guionista estatunidenc.
La seva primera aparició a la indústria del cinema va ser treballant amb el conegut productor Roger Corman, on va fer de dissenyador d'efectes visuals i d'editor de cinema. Més tard, com a vicepresident de Motion Picture producció a New World Entertainment, va desenvolupar i va supervisar pel·lícules com Hellraiser de Clive Barker, Shattered (Destrossada) de Wolfgang Petersen i Spike of Benson Hurst de Paul Morrissey. Randel va fer el seu debut com a director el 1989 amb Hellbound: Hellraiser II.Des de llavors ha dirigit una desena de pel·lícules, així com nombroses sèries de televisió i també ha fet projectes per mitjans de comunicació alternatius.
Des del 2007 finança les seves pròpies produccions a través de la seva empresa Sophonisba.

## Filmografia
- Hellbound: Hellraiser II (1988)
- Children of the Night (1991)
- Ticks (1991)
- Fist of the North Star (1995)
- One Good Turn (1996)
- Assignment Berlin (1998)
- Beyond Belief: Fact or Fiction (1998-2002, sèrie de televisió)
- The Double Born (2008)
- Hybrids (2015)